# Ida Martha Metcalf
Ida Martha Metcalf   (Texas, 26 de setembre de 1857 - Northampton, 24 d'octubre de 1952) va ser la segona dona nord-americana que es va doctorar en matemàtiques.
Ida Metcalf va néixer a Texas, filla de Charles A. Metcalf i Martha C. Metcalf nascuda Williams. Durant la seva joventut, la seva família va viure en el sud dels Estats Units. Després de la mort del seu pare, es va traslladar a Nova Anglaterra amb la seva mare i els seus germans. El 1870 vivia a Massachusetts, on va ser mestra d'escola durant molts anys.
El 1883, Ida va començar a estudiar a la Universitat de Boston, on es va llicenciar en filosofia (Ph.B.) el 1886. Del 1888 al 1889, va ser estudiant de postgrau a la Universitat de Cornell, amb un màster en matemàtiques. Després d'ensenyar a l'escola Bryn Mawr de Baltimore, va tornar a Cornell i va rebre el seu doctorat. el 1893.
Durant molts anys després de rebre el seu doctorat, Ida va estar ensenyant al batxillerat i va treballar en diverses empreses financeres i com a auditora de serveis públics. El 1912 va començar a treballar en la secció d'estadística del Departament de Finances de la ciutat de Nova York, on va romandre fins a la seva jubilació el 1921. Ja jubilada va seguir fent feines relacionades amb l'auditoria de serveis públics fins al 1939.
Després de patir una greu malaltia el 1948, va viure en residències d'avis fins a la seva mort a l'avançada edat de noranta-sis anys.

## Tesis
- 1886: The Origin and Development of Styles of Architecture PhB, Boston University.
- 1889: The Theory of Illumination by Reflected and Refracted Light Master's thesis, Cornell University.
- 1893: Geometric Duality in Space PhD dissertation, Cornell University (directed by James Edward Oliver).